# Kursaal Diana
Il Kursaal Diana è un edificio storico di Milano eretto fra il 1907 e il 1908 su progetto dell'ingegnere architetto Achille Manfredini per ospitarvi l'omonimo albergo. L'edificio venne inaugurato il 1º ottobre 1908.

## Storia

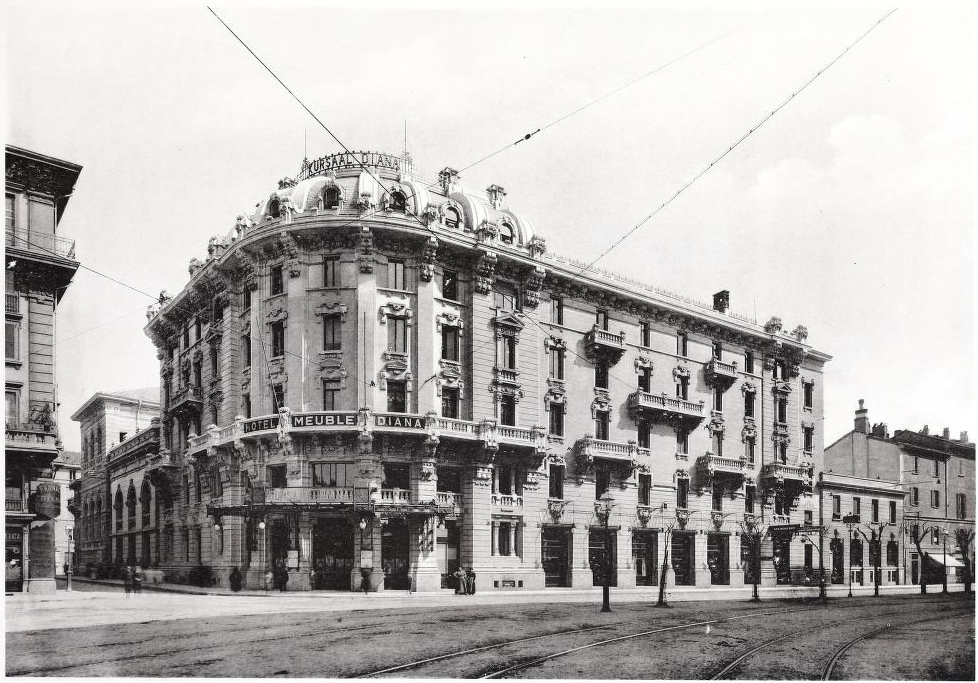
Il Kursaal Diana nel 1909 (L'Edilizia Moderna).

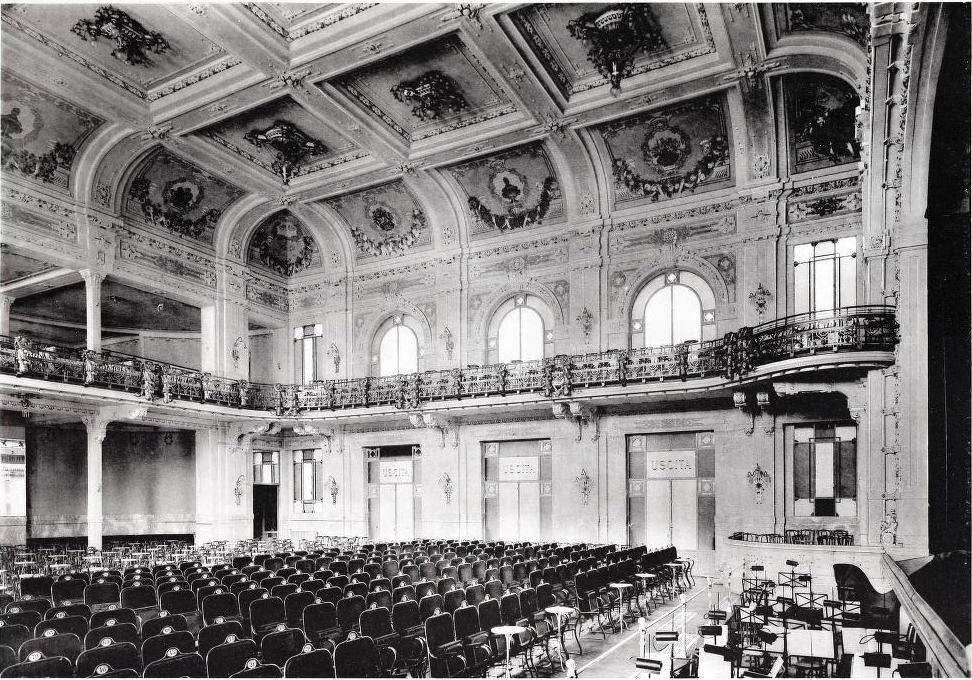
Il teatro del Kursaal Diana nel 1909 (L'Edilizia Moderna).

Il Kursaal Diana sorse sul Viale Monforte (oggi Viale Piave) nei pressi di Porta Venezia. La costruzione del complesso, che ricalcava i kursaal in voga a quell'epoca, venne eseguita in un lasso di tempo di venti mesi, fra il gennaio 1907 e l'ottobre 1908, sull'area dove da sessantasei anni si trovava il Bagno di Diana, prima scuola di nuoto milanese realizzata nel 1843 dall'architetto Andrea Pizzala. Il Bagno di Diana era luogo frequentato da ogni genere di persone ed era provvisto di una grande piscina lunga 100 metri e larga 25, utilizzata anche dai professionisti del salto dal trampolino. Costruito su aree che originariamente avevano un basso valore immobiliare, in seguito all'espansione della città oltre i bastioni di Porta Venezia il Bagno di Diana venne a trovarsi impiantato su terreni che avevano automaticamente acquisito un grande valore. Nacque così l'idea di valorizzare quell'area con impianti che la sfruttassero al meglio; venne allo scopo costituità la Società Anonima Diana Kursaal che acquistò gli stabili del Bagno di Diana di cui nei piani originari avrebbe dovuto mantenere la grande piscina. Fondatore della società fu il cavalier Paolo Ingegnoli (1861-1935), facoltoso imprenditore e collezionista d'arte milanese. Ingegnoli diede all'architetto Achille Manfredini il compito di progettare un grande kursaal comprendente un teatro, un ristorante, un hotel meublé, uno sferisterio per il gioco della pelota e la grande piscina del Bagno di Diana. Il progetto del Manfredini fu velocemente approvato dal Consiglio di amministrazione della società e furono quindi stipulati contratti di affitto per la gestione dell'albergo, del teatro, del ristorante e della pelota. Durante la realizzazione del complesso però, per vari problemi relativi alla cattiva qualità delle acque di roggia che alimentavano la precedente vasca del Bagno di Diana, contrariamente ai piani originari fu deciso di non mantenere la piscina.

## Eventi notevoli
Nel 1914 ospitò la prima edizione dell'EICMA.
Il 23 marzo 1921 il Kursaal fu teatro della strage del Diana, attentato dinamitardo compiuto durante il biennio rosso da un gruppo di anarco individualisti che nel corso di una rappresentazione teatrale provocò 21 morti e 80 feriti.
L'edificio ha subìto numerose modifiche, delle quali la più incisiva è stata la trasformazione del 1922 a opera di Giuseppe De Finetti che ha rimosso i ferri battuti di Alessandro Mazzucotelli e i mobili Liberty, ha spostato l'ingresso, ha eliminato il salone ristorante trasformandolo in reception e creato una terrazza con sottostante sala sul giardino. 
L'albergo è stato rinnovato nel 1998 ed è parte della catena Sheraton con il nome di Diana Majestic, mentre il cinema è stato trasformato nel 2001 in sala per le sfilate della casa di moda fiorentina Gucci e nel 2018 in show room di Bally.